# Herman Wildenvey

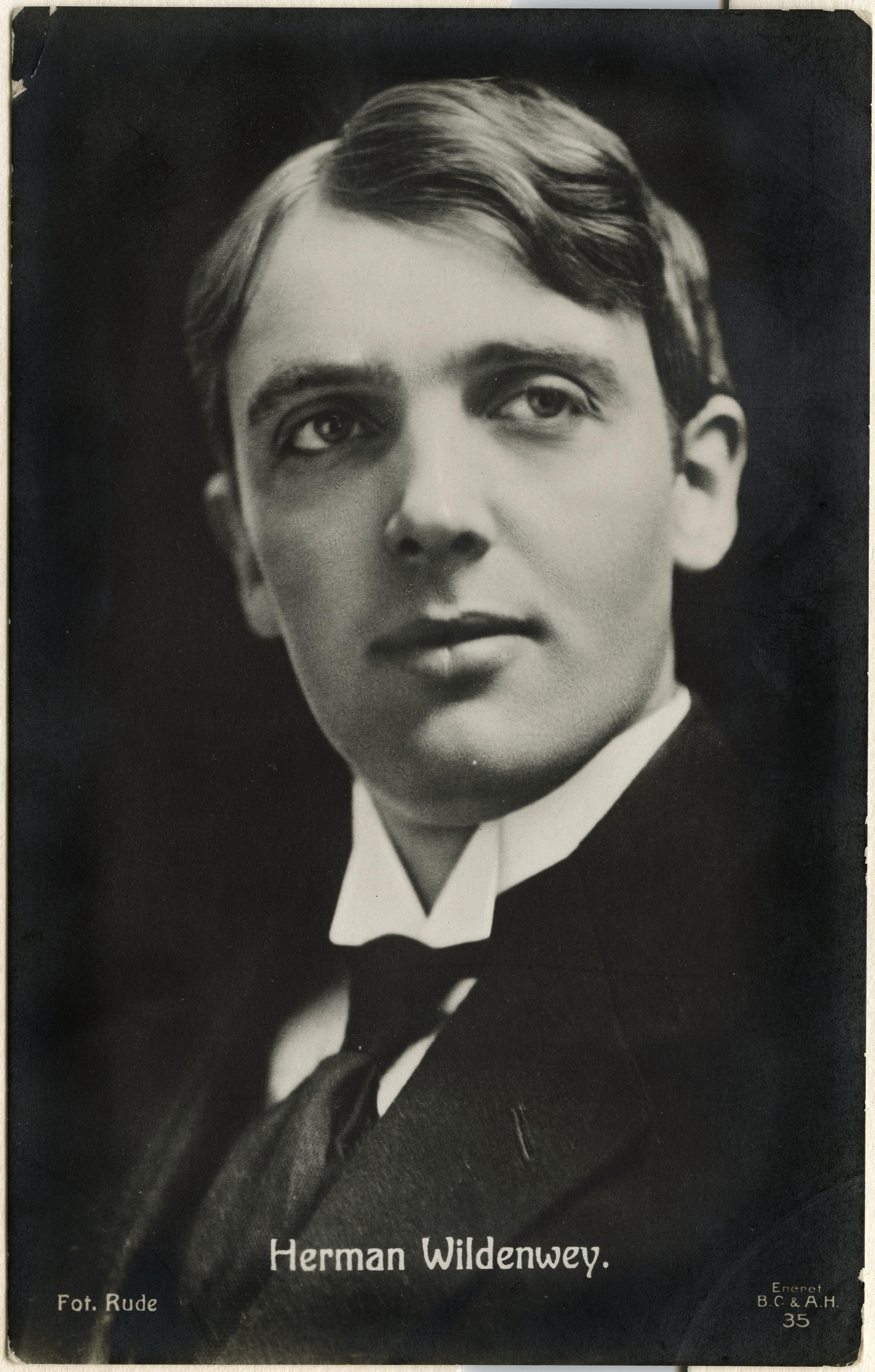
Herman Wildenvey i början av 1900-talet.

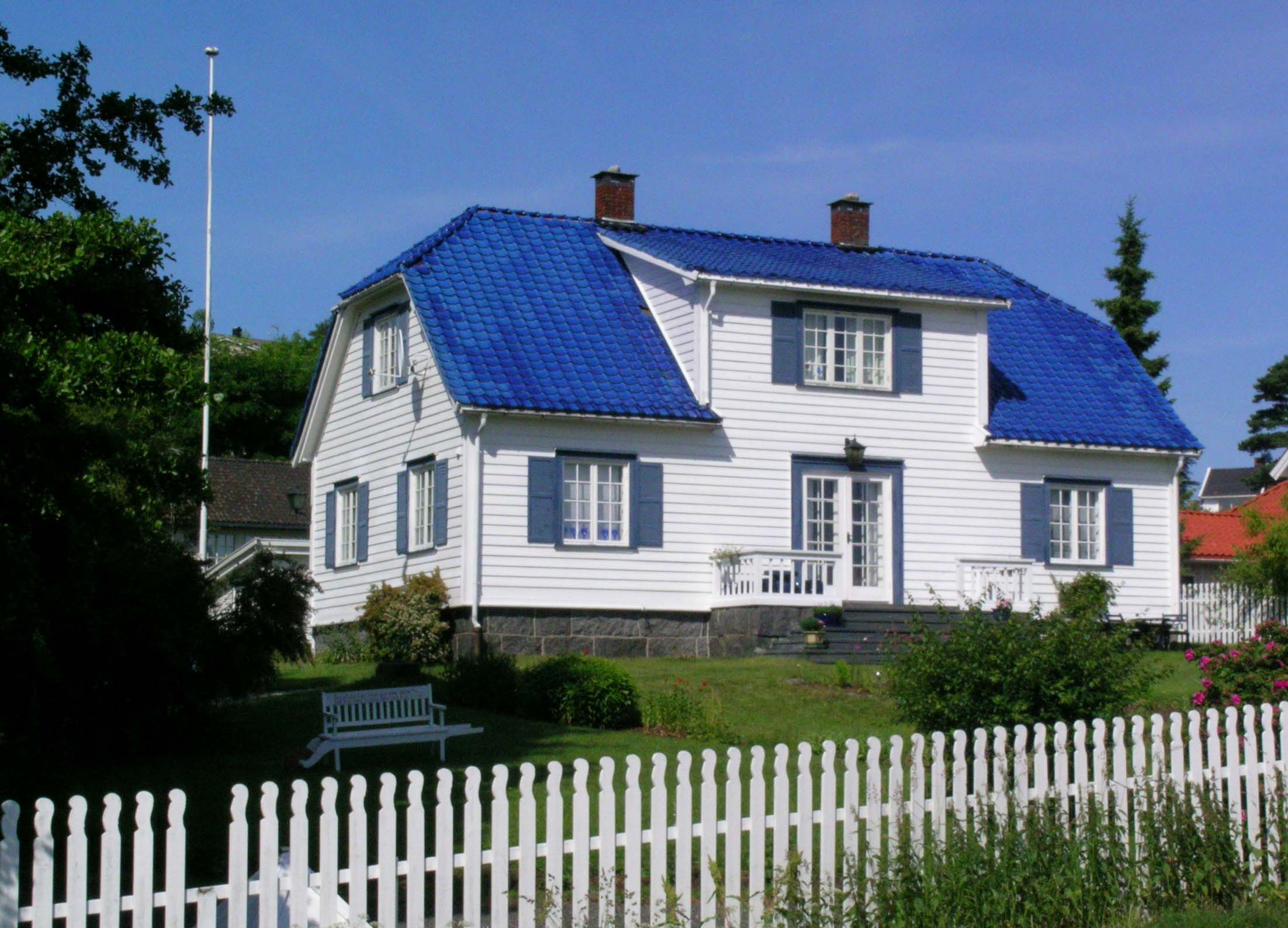
Herman Wildenveys hus i Stavern.

Herman Wildenvey, född Herman Theodor Portaas 20 juli 1885 på Smedjorde, död 27 september 1959, var en norsk författare. Wildenvey var främst känd för sin lyrik.
Herman Wildenvey var en av de överlevande passagerarna när ångfartyget SS Norge gick på grund utanför klippön Rockall i Nordatlanten 1904.

## Författarskap
Wildenvey slog igenom med Nyinger (1907). Med sin vardagliga, spefulla lyrik vann han en stor publik. Senare samlingar som Kjertegn (1916), Höstens lyre (1931) och Soluret (1956) rymmer med av allvar och grubbel, liksom de självbiografiska prosaverken Vingehesten og verden (1937), En lykkelig tid (1939) m. fl. 